# 能勢妙見山別院
能勢妙見山別院（のせみょうけんざんべついん）は、東京都墨田区にある日蓮宗の寺院。大阪府豊能郡能勢町にある能勢妙見山の別院である。

## 概要
1774年（安永3年）に創建された。能勢妙見山を領有し、能勢妙見堂を篤く信仰していた旗本能勢氏の江戸下屋敷に妙見大菩薩を祀ったのが起源である。
当院は勝小吉・勝海舟父子の信仰が篤かったことで知られている。かつては勝家ゆかりの品々を数多く保有していたが、関東大震災・東京大空襲で多くを失っている。なお本尊の妙見大菩薩は、これらの災害から何とか免れて無事である。

## 供養碑
- 戦災殉難諸精霊供養之碑（1961年3月10日建立）[3]

## 交通アクセス
- 本所吾妻橋駅A2出口より徒歩10分（経路案内）。
- 錦糸町駅より徒歩16分（経路案内）。